# Arcy-Sainte-Restitue
Arcy-Sainte-Restitue ist eine französische Gemeinde mit 398 Einwohnern (Stand 1. Januar 2022) im Département Aisne in der Region Hauts-de-France. Sie gehört zum Arrondissement Soissons und zum Kanton Villers-Cotterêts.

## Geographie
Die Gemeinde Arcy-Sainte-Restitue liegt etwa 17 Kilometer südöstlich von Soissons. Der Ort wird von der Muze, einem Nebenfluss der Vesle, durchquert, der hier noch Ruisseau de Chouy genannt wird. Umgeben ist Arcy-Sainte-Restitue von den Nachbargemeinden Maast-et-Violaine und Cuiry-Housse im Norden, Jouaignes im Nordosten, Lhuys im Osten, Loupeigne im Südosten, Saponay und Cramaille im Süden, Beugneux im Südwesten,  Launoy im Westen sowie Muret-et-Crouttes im Nordwesten.

## Bevölkerungsentwicklung
| Jahr                       | 1968 | 1975 | 1982 | 1990 | 1999 | 2006 | 2012 | 2021 |
| Einwohner                  | 481  | 373  | 360  | 328  | 369  | 420  | 414  | 399  |
| Quellen: Cassini und INSEE |      |      |      |      |      |      |      |      |

## Sehenswürdigkeiten
- Kirche Saint Martin aus dem 12. Jahrhundert, Monument historique[1]
- Kirche Saint-Martin im Ortsteil Branges
- Schloss Branges
- Lavoir (ehemaliges öffentliches Waschhaus)
- Wasserturm im Ortsteil Servenay

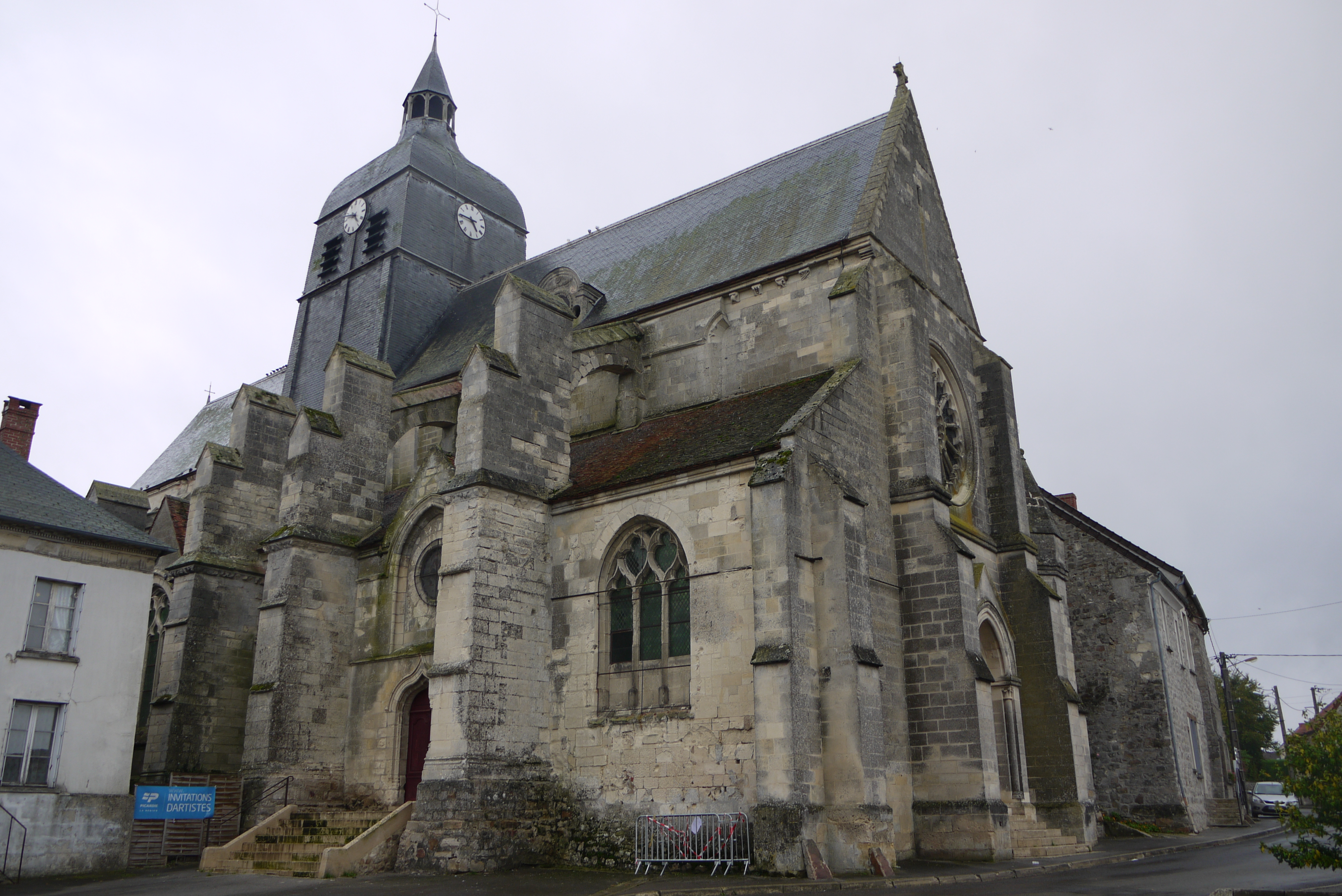
Kirche Saint-Martin
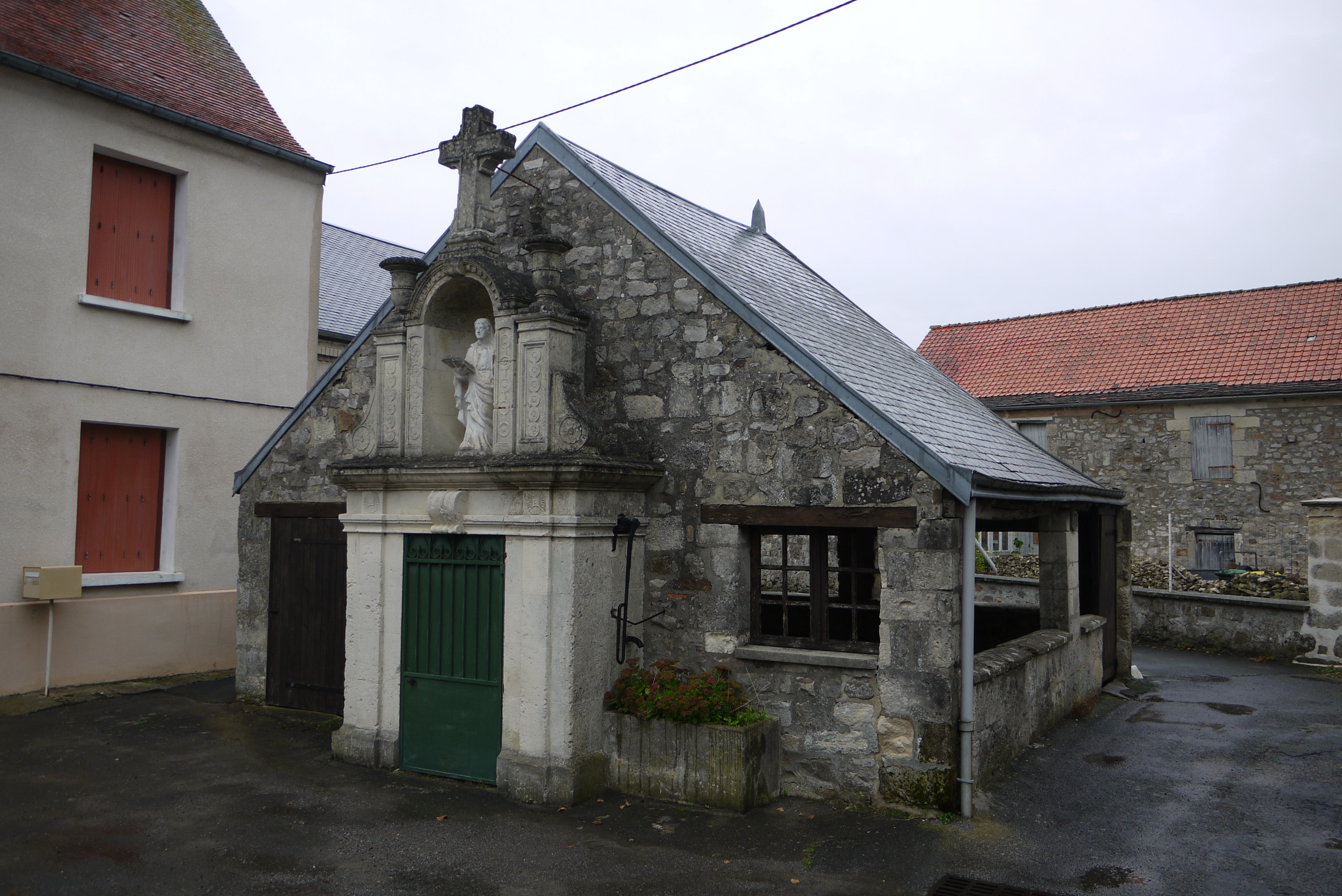
Lavoir